# Sándor Végh
Sándor Végh (Cluj-Napoca, 17 maggio 1912 – Salisburgo, 7 gennaio 1997) è stato un compositore, violinista e direttore d'orchestra ungherese naturalizzato francese.

## Biografia
Sándor Végh nasce a Kolozsvár, in Transilvania, all'epoca nell'Impero Austro-ungarico. Inizia gli studi di pianoforte a sei anni, entra al Conservatorio di Budapest nel 1924, studiando violino con Jenő Hubay e composizione con Zoltán Kodály. Inizia la carriera di violino solista e nel 1927 suona una composizione di Richard Strauss sotto la direzione del compositore stesso. Si diploma al Conservatorio nel 1930 vincendo il Premio Hubay e il Premio Reményi dell'istituto nel 1927.
Nel 1941 divenne professore dell'Accademia di Budapest incarico che mantenne fino al 1946. Nel 1952 emigrò in Francia e ottenne la cittadinanza francese. Nell'anno seguente si trasferì a Basilea, dove fu professore al Conservatorio.
Fu fondatore di diversi complessi da camera, tra cui, nel 1940, il "Végh Quartet" e direttore d'orchestra al Mozarteum di Salisburgo e dei Camerata Salzburg.
Nel 1963 acquistò una casa a Cervo (IM), dove fondò l'anno successivo in collaborazione con il Comune l'omonimo Festival musicale.